# Abrothrix illuteus
Abrothrix illuteus é uma espécie de roedor da família Cricetidae.
Apenas pode ser encontrada na Argentina.